# PSME3
La subunidad 3 del complejo activador del proteasoma (PSME3) es una proteína codificada en humanos por el gen psmE3.
El proteasoma 26S es un complejo proteinasa multicatalítico con una estructura altamente ordenada, compuesto a su vez de dos complejos, un núcleo 20S y uno regulador 19S. El 20S está compuesto por 4 anillos de 28 subunidades no idénticas; 2 anillos está compuestos de 7 subunidades alfa y otros 2 anillos se componen de 7 subunidades beta. El regulador 19S está compuesto de una base que contiene 6 subunidades con actividad ATPasa y otras 2 sin actividad ATPasa, y una región LID que contiene más de 10 subunidades no ATPásicas. Los proteasomas están distribuidos por todas las células eucariotas a una elevada concentración, siendo responsables de la digestión de péptidos en un proceso dependiente de ATP/ubiquitina en una ruta no lisosomal. Una función esencial de un tipo de proteasoma modificado, el inmunoproteasoma, es el procesamiento de los péptidos provenientes del MHC clase I. El inmunoproteasoma contiene un regulador alternante, referido como regulador 11S o PA28, que sustituye al regulador 19S. Se han identificado tres subunidades (alfa, beta y gamma) del regulador 11S. Seis subunidades gamma se combinan para formar un anillo homohexamérico. Se han descrito dos variantes transcripcionales que codifican diferentes isoformas de esta proteína.

## Interacciones
La proteína PSME3 ha demostrado ser capaz de interaccionar con:
- p53[3]
- Mdm2[3]